# Aphanocalyx cynometroides
Aphanocalyx cynometroides är en ärtväxtart som beskrevs av Daniel Oliver. Aphanocalyx cynometroides ingår i släktet Aphanocalyx och familjen ärtväxter. Inga underarter finns listade i Catalogue of Life.